# فقیه (نام خانوادگی)
فقیه می‌تواند به افراد زیر اشاره کند:
- مهدی فقیه (متولد ۱۳۲۴)، بازیگر ایرانی
- ابوالحسن فقیه (زاده ۱۳۵۱) رئیس جمعیت هلال احمر جمهوری اسلامی ایران در دولت دهم